# LOST CHILD (漫画)
『LOST CHILD』（ロスト・チャイルド）はあべ美幸のデビュー漫画作品。冬水社から単行本が出版されていたが、現在は角川書店の新装版が流通している。

## 書誌情報

### 単行本
- あべ美幸 『LOST CHILD』 冬水社〈いち好きコミックス〉 全1巻
  1. 1996年11月1日発売、ISBN 978-4-88-741033-6

### 新装版
- あべ美幸 『LOST CHILD』 角川書店〈あすかコミックス〉 全1巻
  1. 2011年5月1日発売、ISBN 978-4-04-854625-6